# Солонандрасана, Оливье
Оливье Махафали Солонандрасана (малаг. Mahafaly Solonandrasana Olivier; 21 июня 1964, о. Нуси-Бе) — малагасийский политический деятель, премьер-министр Мадагаскара с 13 апреля 2016 по 6 июня 2018 года. Министр внутренних дел Мадагаскара (2014—2016) .

## Биография
Изучал философию в университете Тулиара. С 1989 по 1994 год — преподаватель в альма-матер. С 1999 года — в политике. Был назначен у себя на родине на острове Нуси-Бе заместителем префекта и президентом Торгово-промышленной и сельскохозяйственной палаты, этот пост занимал до 2002 года. С 2003 по 2004 год работал заместителем регионального представителя центрального правительства в районе Буени, в 2005 году был назначен генеральным секретарём района, в 2006 году переведен на работу в провинцию Тулиара.
В 2009 году Солонандрасана возглавил администрацию района и стал руководителем проекта сотрудничества с ЮНИСЕФ в Министерстве внутренних дел страны. С 2014 по 2016 год занимал пост министра внутренних дел Мадагаскара.
После отставки тогдашнего премьер-министра Жана Равелонариву и его кабинета 8 апреля 2016 года,
13 апреля 2016 стал премьер-министром Мадагаскара. В своей инаугурационной речи новоизбранный глава правительства пообещал сосредоточить свою работу на борьбе с бедностью и коррупцией. Он также был против продолжающегося разграбления природных ресурсов страны.
Ушёл в отставку 6 июня 2018 года из-за политического кризиса, вызванного противоречивыми избирательными реформами.